# ني مينيرو
ني مينيرو (بالبرتغالية: Celsiney Ribeiro Pessoa‏) هو لاعب كرة قدم برازيلي في مركز الهجوم، ولد في 9 سبتمبر 1981 في مورياي في البرازيل. لعب مع نادي أولاريا أتلتيكو ونادي الخور ونادي بانغو أتلتيكو ونادي ساو بيرناردو ونادي ساو كايتانو ونادي كورينثيانس ألاغوانو ونادي ميراسول.

## وصلات خارجية
- ني مينيرو على موقع قاعدة بيانات كرة القدم.إي يو (الإنجليزية)
- ني مينيرو على موقع Soccerway.com (الإنجليزية)